# 24ª edizione dei Critics' Choice Awards
La 24ª edizione dei Critics' Choice Awards si è tenuta il 13 gennaio 2019 presso il Barker Hangar dell'aeroporto di Santa Monica, premiando le migliori produzioni cinematografiche e televisive del 2018. 
Le candidature sono state annunciate il 10 dicembre 2018.

## Premi per il cinema

### Miglior film
- Roma, regia di Alfonso Cuarón
- Il ritorno di Mary Poppins (Mary Poppins Returns), regia di Rob Marshall
- Black Panther, regia di Ryan Coogler
- BlacKkKlansman, regia di Spike Lee
- La favorita (The Favourite), regia di Yorgos Lanthimos
- First Man - Il primo uomo (First Man), regia di Damien Chazelle
- Green Book, regia di Peter Farrelly
- Se la strada potesse parlare (If Beale Street Could Talk), regia di Barry Jenkins
- A Star Is Born, regia di Bradley Cooper
- Vice - L'uomo nell'ombra (Vice), regia di Adam McKay

### Miglior attore
- Christian Bale - Vice - L'uomo nell'ombra (Vice)
- Bradley Cooper - A Star Is Born
- Willem Dafoe - Van Gogh - Sulla soglia dell'eternità (At Eternity's Gate)
- Ryan Gosling - First Man - Il primo uomo (First Man)
- Ethan Hawke - First Reformed - La creazione a rischio (First Reformed)
- Rami Malek - Bohemian Rhapsody
- Viggo Mortensen - Green Book

### Migliore attrice
- Glenn Close - The Wife - Vivere nell'ombra (The Wife)
- Lady Gaga - A Star Is Born
- Emily Blunt - Il ritorno di Mary Poppins (Mary Poppins Returns)
- Toni Collette - Hereditary - Le radici del male (Hereditary)
- Olivia Colman - La favorita (The Favourite)
- Melissa McCarthy - Copia originale (Can You Ever Forgive Me?)
- Yalitza Aparicio - Roma

### Miglior attore non protagonista
- Mahershala Ali - Green Book
- Timothée Chalamet - Beautiful Boy
- Adam Driver - BlacKkKlansman
- Sam Elliott - A Star Is Born
- Richard E. Grant - Copia originale (Can You Ever Forgive Me?)
- Michael B. Jordan - Black Panther

### Migliore attrice non protagonista
- Regina King - Se la strada potesse parlare (If Beale Street Could Talk)
- Amy Adams - Vice - L'uomo nell'ombra (Vice)
- Claire Foy - First Man - Il primo uomo (First Man)
- Nicole Kidman - Boy Erased - Vite cancellate
- Emma Stone - La favorita (The Favourite)
- Rachel Weisz - La favorita (The Favourite)

### Miglior giovane interprete
- Elsie Fisher - Eighth Grade
- Thomasin McKenzie - Senza lasciare traccia (Leave No Trace)
- Ed Oxenbould - Wildlife
- Millicent Simmonds - A Quiet Place - Un posto tranquillo (A Quiet Place)
- Amandla Stenberg - Il coraggio della verità - The Hate U Give (The Hate U Give)
- Sunny Suljic - Mid90s

### Miglior cast corale
- La favorita (The Favourite)
- Black Panther
- Crazy & Rich (Crazy Rich Asians)
- Vice - L'uomo nell'ombra (Vice)
- Widows - Eredità criminale (Widows)

### Miglior regista
- Alfonso Cuarón - Roma
- Damien Chazelle - First Man - Il primo uomo (First Man)
- Bradley Cooper - A Star Is Born
- Peter Farrelly - Green Book
- Yorgos Lanthimos - La favorita (The Favourite)
- Spike Lee - BlacKkKlansman
- Adam McKay - Vice - L'uomo nell'ombra (Vice)

### Miglior sceneggiatura originale
- Paul Schrader - First Reformed - La creazione a rischio (First Reformed)
- Bo Burnham - Eighth Grade
- Alfonso Cuarón - Roma
- Deborah Davis e Tony McNamara - La favorita (The Favourite)
- Adam McKay - Vice - L'uomo nell'ombra (Vice)
- Nick Vallelonga, Brian Hayes Currie e Peter Farrelly - Green Book
- Bryan Woods, Scott Beck e John Krasinski - A Quiet Place - Un posto tranquillo (A Quiet Place)

### Miglior sceneggiatura non originale
- Barry Jenkins - Se la strada potesse parlare (If Beale Street Could Talk)
- Ryan Coogler e Joe Robert Cole - Black Panther
- Nicole Holofcener e Jeff Whitty - Copia originale (Can You Ever Forgive Me?)
- Eric Roth, Bradley Cooper e Will Fetters - A Star Is Born
- Josh Singer - First Man - Il primo uomo (First Man)
- Charlie Wachtel, David Rabinowitz, Kevin Willmott e Spike Lee - BlacKkKlansman

### Miglior fotografia
- Alfonso Cuarón - Roma
- James Laxton - Se la strada potesse parlare (If Beale Street Could Talk)
- Matthew Libatique - A Star Is Born
- Rachel Morrison - Black Panther
- Robbie Ryan - La favorita (The Favourite)
- Linus Sandgren - First Man - Il primo uomo (First Man)

### Miglior scenografia
- Hannah Beachler e Jay Hart - Black Panther
- Eugenio Caballero e Barbara Enriquez - Roma
- Nelson Coates ed Andrew Baseman - Crazy & Rich (Crazy Rich Asians)
- Fiona Crombie ed Alice Felton - La favorita (The Favourite)
- Nathan Crowley e Kathy Lucas - First Man - Il primo uomo (First Man)
- John Myhre e Gordon Sim - Il ritorno di Mary Poppins (Mary Poppins Returns)

### Miglior montaggio
- Tom Cross - First Man - Il primo uomo (First Man)
- Jay Cassidy - A Star Is Born
- Hank Corwin - Vice - L'uomo nell'ombra (Vice)
- Alfonso Cuarón ed Adam Gough - Roma
- Giōrgos Mauropsaridīs - La favorita (The Favourite)
- Joe Walker - Widows - Eredità criminale (Widows)

### Migliori costumi
- Ruth E. Carter - Black Panther
- Alexandra Byrne - Maria regina di Scozia (Mary Queen of Scots)
- Julian Day - Bohemian Rhapsody
- Sandy Powell - Il ritorno di Mary Poppins (Mary Poppins Returns)
- Sandy Powell - La favorita (The Favourite)

### Miglior trucco
- Vice - L'uomo nell'ombra (Vice)
- Black Panther
- Bohemian Rhapsody
- La favorita (The Favourite)
- Maria regina di Scozia (Mary Queen of Scots)
- Suspiria

### Migliori effetti speciali
- Black Panther
- Avengers: Infinity War
- First Man - Il primo uomo (First Man)
- Il ritorno di Mary Poppins (Mary Poppins Returns)
- Mission: Impossible - Fallout
- Ready Player One

### Miglior film d'animazione
- Spider-Man - Un nuovo universo (Spider-Man: Into the Spider-Verse), regia di Bob Persichetti, Peter Ramsey e Rodney Rothman
- Gli Incredibili 2 (Incredibles 2), regia di Brad Bird
- Ralph spacca Internet (Ralph Breaks the Internet), regia di Phil Johnston e Rich Moore
- L'isola dei cani (Isle of Dogs), regia di Wes Anderson
- Mirai, regia di Mamoru Hosoda
- Il Grinch (The Grinch), regia di Yarrow Cheney e Scott Mosier

### Miglior film d'azione
- Mission: Impossible - Fallout, regia di Christopher McQuarrie
- Avengers: Infinity War, regia di Anthony e Joe Russo
- Black Panther, regia di Ryan Coogler
- Deadpool 2, regia di David Leitch
- Ready Player One, regia di Steven Spielberg
- Widows - Eredità criminale (Widows), regia di Steve McQueen

### Miglior film commedia
- Crazy & Rich (Crazy Rich Asians), regia di Jon M. Chu
- Deadpool 2, regia di David Leitch
- Morto Stalin, se ne fa un altro (The Death of Stalin), regia di Armando Iannucci
- La favorita (The Favourite), regia di Yorgos Lanthimos
- Game Night - Indovina chi muore stasera? (Game Night), regia di John Francis Daley e Jonathan M. Goldstein
- Sorry to Bother You, regia di Boots Riley

### Miglior attore in un film commedia
- Christian Bale - Vice - L'uomo nell'ombra (Vice)
- Jason Bateman - Game Night - Indovina chi muore stasera? (Game Night)
- Viggo Mortensen - Green Book
- John C. Reilly - Stanlio & Ollio (Stan & Ollie)
- Ryan Reynolds - Deadpool 2
- Lakeith Stanfield - Sorry to Bother You

### Miglior attrice in un film commedia
- Olivia Colman - La favorita (The Favourite)
- Emily Blunt - Il ritorno di Mary Poppins (Mary Poppins Returns)
- Elsie Fisher - Eighth Grade
- Rachel McAdams - Game Night - Indovina chi muore stasera? (Game Night)
- Charlize Theron - Tully
- Constance Wu - Crazy & Rich (Crazy Rich Asians)

### Miglior film sci-fi/horror
- A Quiet Place - Un posto tranquillo (A Quiet Place), regia di John Krasinski
- Annientamento (Annihilation), regia di Alex Garland
- Halloween, regia di David Gordon Green
- Hereditary - Le radici del male (Hereditary), regia di Ari Aster
- Suspiria, regia di Luca Guadagnino

### Miglior film straniero
- Roma, regia di Alfonso Cuarón • Messico
- Burning (버닝), regia di Lee Chang-dong • Corea del Sud
- Cafarnao - Caos e miracoli (Capharnaüm), regia di Nadine Labaki • Libano
- Cold War, regia di Paweł Pawlikowski • Polonia
- Un affare di famiglia (万引き家族), regia di Hirokazu Kore-eda • Giappone

### Miglior canzone
- "Shallow" - A Star Is Born
- "All the Stars" - Black Panther
- "The Place Where Lost Things Go" - Il ritorno di Mary Poppins (Mary Poppins Returns)
- "Girl in the Movies" - Dumplin
- "I'll Fight" - RBG
- "Trip a Little Light Fantastic" - Il ritorno di Mary Poppins (Mary Poppins Returns)

### Miglior colonna sonora
- Justin Hurwitz - First Man - Il primo uomo (First Man)
- Kris Bowers - Green Book
- Marc Shaiman - Il ritorno di Mary Poppins (Mary Poppins Returns)
- Nicholas Britell - Se la strada potesse parlare (If Beale Street Could Talk)
- Alexandre Desplat - L'isola dei cani (Isle of Dogs)
- Ludwig Göransson - Black Panther

## Premi per la televisione

### Programmi

#### Miglior serie drammatica
- The Americans
- Better Call Saul
- The Good Fight
- Homecoming
- Killing Eve
- L'amica geniale
- Pose
- Succession

#### Miglior serie commedia
- La fantastica signora Maisel (The Marvelous Mrs. Maisel)
- Atlanta
- Barry
- The Good Place
- Il metodo Kominsky (The Kominsky Method)
- The Middle
- Giorno per giorno (One Day at a Time)
- Schitt's Creek

#### Miglior miniserie o serie limitata
- L'assassinio di Gianni Versace - American Crime Story (The Assassination of Gianni Versace: American Crime Story)
- American Vandal
- Escape at Dannemora
- Genius: Picasso
- Sharp Objects
- A Very English Scandal

#### Miglior film per la televisione
- Jesus Christ Superstar Live in Concert, regia di David Leveaux ed Alex Rudzinski
- Icebox, regia di Daniel Sawka
- King Lear, regia di Richard Eyre
- My Dinner with Hervé, regia di Sacha Gervasi
- Notes from the Field, regia di Kristi Zea
- The Tale, regia di Jennifer Fox

#### Miglior serie animata
- BoJack Horseman
- Adventure Time
- Archer
- Bob's Burgers
- I Simpson (The Simpsons)
- South Park

### Recitazione e conduzione

#### Miglior attore in una serie drammatica
- Matthew Rhys - The Americans
- Freddie Highmore - The Good Doctor
- Diego Luna - Narcos: Messico (Narcos: Mexico)
- Richard Madden - Bodyguard
- Bob Odenkirk - Better Call Saul
- Billy Porter - Pose
- Milo Ventimiglia - This Is Us

#### Miglior attrice in una serie drammatica
- Sandra Oh - Killing Eve
- Jodie Comer - Killing Eve
- Maggie Gyllenhaal - The Deuce - La via del porno (The Deuce)
- Elisabeth Moss - The Handmaid's Tale
- Elizabeth Olsen - Sorry for Your Loss
- Julia Roberts - Homecoming
- Keri Russell - The Americans

#### Miglior attore in una serie commedia
- Bill Hader - Barry
- Hank Azaria - Brockmire
- Ted Danson - The Good Place
- Michael Douglas - Il metodo Kominsky (The Kominsky Method)
- Donald Glover - Atlanta
- Jim Parsons - The Big Bang Theory
- Andy Samberg - Brooklyn Nine-Nine

#### Miglior attrice in una serie commedia
- Rachel Brosnahan - La fantastica signora Maisel (The Marvelous Mrs. Maisel)
- Rachel Bloom - Crazy Ex-Girlfriend
- Allison Janney - Mom
- Justina Machado - Giorno per giorno (One Day at a Time)
- Debra Messing - Will & Grace
- Issa Rae - Insecure

#### Miglior attore in un film per la televisione o miniserie
- Darren Criss - L'assassinio di Gianni Versace - American Crime Story (The Assassination of Gianni Versace: American Crime Story)
- Antonio Banderas - Genius: Picasso
- Paul Dano - Escape at Dannemora
- Benicio del Toro - Escape at Dannemora
- Hugh Grant - A Very English Scandal
- John Legend - Jesus Christ Superstar Live in Concert

#### Miglior attrice in un film per la televisione o miniserie
- Amy Adams - Sharp Objects
- Patricia Arquette - Escape at Dannemora
- Connie Britton - Dirty John
- Carrie Coon - The Sinner
- Laura Dern - The Tale
- Anna Deavere Smith - Notes from the Field

#### Miglior attore non protagonista in una serie drammatica
- Noah Emmerich - The Americans
- Richard Cabral - Mayans M.C.
- Asia Kate Dillon - Billions
- Justin Hartley - This Is Us
- Matthew Macfadyen - Succession
- Richard Schiff - The Good Doctor
- Shea Whigham - Homecoming

#### Miglior attrice non protagonista in una serie drammatica
- Thandie Newton - Westworld - Dove tutto è concesso (Westworld)
- Julia Garner - Ozark
- Rhea Seehorn - Better Call Saul
- Dina Shihabi - Jack Ryan
- Yvonne Strahovski - The Handmaid's Tale
- Holly Taylor - The Americans

#### Miglior attore non protagonista in una serie commedia
- Henry Winkler - Barry
- William Jackson Harper - The Good Place
- Sean Hayes - Will & Grace
- Brian Tyree Henry - Atlanta
- Nico Santos - Superstore
- Tony Shalhoub - La fantastica signora Maisel (The Marvelous Mrs. Maisel)

#### Miglior attrice non protagonista in una serie commedia
- Alex Borstein - La fantastica signora Maisel (The Marvelous Mrs. Maisel)
- Betty Gilpin - GLOW
- Laurie Metcalf - The Conners
- Rita Moreno - Giorno per giorno (One Day at a Time)
- Zoe Perry - Young Sheldon
- Annie Potts - Young Sheldon
- Miriam Shor - Younger

#### Miglior attore non protagonista in un film per la televisione o miniserie
- Ben Whishaw - A Very English Scandal
- Brandon Victor Dixon - Jesus Christ Superstar Live in Concert
- Eric Lange - Escape at Dannemora
- Alex Rich - Genius: Picasso
- Peter Sarsgaard - The Looming Tower
- Finn Wittrock - L'assassinio di Gianni Versace - American Crime Story (The Assassination of Gianni Versace: American Crime Story)

#### Miglior attrice non protagonista in un film per la televisione o miniserie
- Patricia Clarkson - Sharp Objects
- Ellen Burstyn - The Tale
- Penélope Cruz - L'assassinio di Gianni Versace - American Crime Story (The Assassination of Gianni Versace: American Crime Story)
- Julia Garner - Dirty John
- Judith Light - L'assassinio di Gianni Versace - American Crime Story (The Assassination of Gianni Versace: American Crime Story)
- Elizabeth Perkins - Sharp Objects